# Florian Staub
Pour les articles homonymes, voir Staub.
Florian Staub, né le 1er octobre 1990 à Bâle, est un escrimeur suisse.

## Club
- Société d'escrime de Bâle

## Palmarès
- Championnats du monde :
  -  2011 Catane : 3e par équipes épée.

- Championnats d'Europe :
  -  2013 Zagreb : Champion d'Europe par équipe épée.
  -  2012 Legnano : Champion d'Europe par équipe épée.

- Championnats suisses :
  -  2011 Bienne : Champion suisse par équipes épée.
  -  2010 Florimont : Champion suisse par équipes épée.
  -  2012 Zug : Vice-Champion suisse par équipes épée.
  -  2012 Zug : 3e individuel épée.

- Coupe du monde :
  -  2012 Heidenheim : 1er par équipes épée.